# Buxeuil (Vienne)
Buxeuil is een gemeente in het Franse departement Vienne (regio Nouvelle-Aquitaine) en telt 900 inwoners (1999). De plaats maakt deel uit van het arrondissement Châtellerault.

## Geografie
De oppervlakte van Buxeuil bedraagt 11,9 km², de bevolkingsdichtheid is 75,6 inwoners per km². De plaats ligt aan de Creuse.

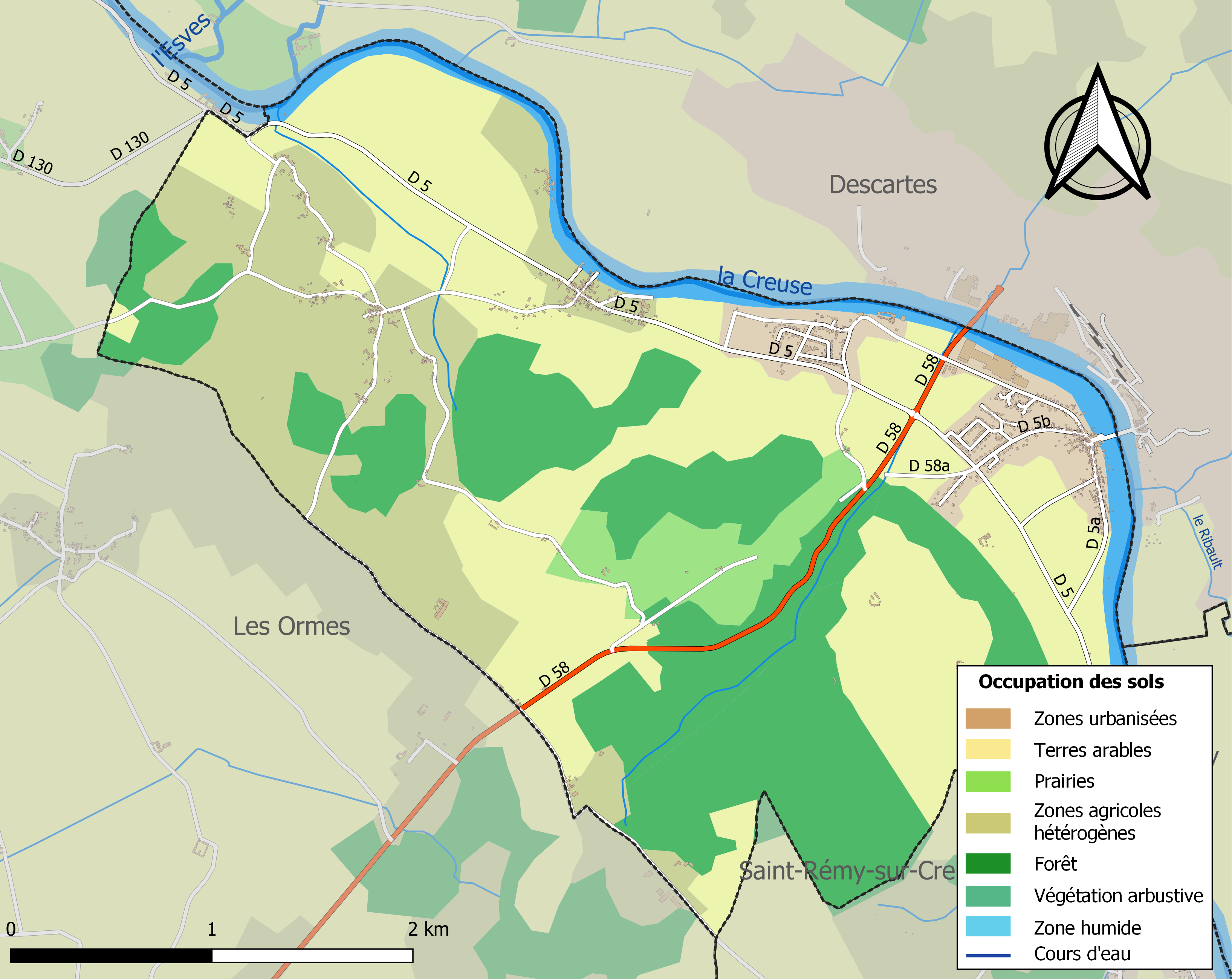
Kaart van de gemeente met de belangrijkste infrastructuur, bodemgebruik en omliggende gemeenten

## Demografie
Onderstaande figuur toont het verloop van het inwonertal (bron: INSEE-tellingen).